# Critics’ Choice Movie Award/Lebenswerk
1997, 1998 und 2004 wurde bei den BFCAA ein besonderes Lebenswerk gewürdigt.

## Preisträger
| Jahr | Preisträger     |
| 1997 | Lauren Bacall   |
| 1998 | Robert Wise     |
| 1999 | nicht verliehen |
| 2000 | nicht verliehen |
| 2001 | nicht verliehen |
| 2002 | nicht verliehen |
| 2003 | nicht verliehen |
| 2004 | Clint Eastwood  |